# Mindon Min
Mindon Min, född 8 juli 1808, död 1 oktober 1878, var kung av Burma från 1853 till 1878. Han var dess näst sista inhemska monark. 
Mindon Min var son till kung Tharrawaddy Min och drottning Chandra Mata Mahay. Fadern avled 1846 och efterträddes av hans halvbror Pagan Min. 
Under hans halvbror kung Pagan Min, pågick det andra anglo-burmesiska kriget 1852 som slutade med det brittiska imperiets annektering av Nedre Burma. Mindon och hans yngre bror Kanaung störtade sin halvbror kung Pagan 1853, i det så kallade palatsupproret. Han besteg sedan själv tronen. 
Kung Mindons grundade den sista kungliga huvudstaden i Burma, Mandalay, 1857. Under större delen av sin regeringstid försöker han försvara den övre delen av sitt land från brittiska intrång. Tillsammans med sin yngre bror Kanaung började man modernisera Burma. Under Mindons regeringstid skickades flera till Frankrike, Italien, USA och Storbritannien, för att lära sig och hämta idéer i den industriella revolutionen.
Kung Mindons introducerade bland annat den första maskinen, som slog mynt i Burma, år 1871.
Mindon Min hade 62 hustrur och 110 barn. Han efterträddes av sin son Thibaw Min, som också gifte sig med hans dotter i ett annat äktenskap, Supayalat.